# Laskowiec (Kossów)
Laskowiec – przysiółek wsi Kossów w Polsce, położony w województwie świętokrzyskim, w powiecie włoszczowskim, w gminie Radków.
Przysiółek należy do sołectwa Kossów.
W latach 1975–1998 przysiółek administracyjnie należała do województwa częstochowskiego.